# Романадзе Луіза Джумберовна
Романа́дзе Луі́за Джумбе́ровна — юристка, науковиця Одеської школи права, адвокатка, медіаторка, кандидатка юридичних наук, доцентка, експертка в сфері вирішення конфліктів та розвитку медіації в Україні, громадська діячка, співавторка коментаря до Закону України "Про медіацію". Очолювала кафедру правознавства Одеського національного економічного університету. З 2018 року обіймає посаду президентки ГС «Українська академія медіації». Зробила значний внесок у розвиток та популяризацію медіації як альтернативного способу вирішення спорів. Співавторка звіту «Медіація в Україні у воєнний та повоєнний час. Звіт за результатами оцінювання потреб із рекомендаціями». Опублікувала низку наукових робіт на цю тему. Вона є співредакторкою та співавторкою підручника «Медіація у професійній діяльності юриста» (2019). Також вона входить до реєстру Центру медіації та посередництва українського ІР офісу. З 2023 року дослідниця програми CARA в Університеті Саутгемптону (Великобританія).

## Життєпис
У 2002 р. завершила навчання в Одеській національній юридичній академії. Навчалась в Інституті інтелектуальної власності і права у м. Києві (2003-2005), згодом на факультеті психології Київського національного університету імені Тараса Шевченка (2008-2011). Поглибила свої знання у сфері інтелектуальної власності в Туринському університеті на факультеті права (Італія, 2010-2011). Захистила кандидатську дисертацію на тему «Захист прав на торговельні марки у міжнародному приватному праві» та здобула науковий ступінь кандидата юридичних наук (2008). Отримала вчене звання доцента (2011). З 2023 року пройшла підготовку з проведення медіацій у міжнародних спорах щодо дітей (MiKK). 
Розпочала науково-педагогічну діяльність у 2004 році на кафедрі цивільного права Національного університету «Одеська юридична академія». Пізніше продовжила роботу на кафедрі права інтелектуальної власності та корпоративного права цього ж університету. Обіймала посаду доцента кафедри господарського права та процесу. З 2013 р. по 2017 р. перебувала на посаді завкафедри правознавства Одеського національного економічного університету. Працювала викладачем навчальних курсів з медіації в Національному університеті «Одеська юридична академія» та Одеському національному економічному університеті. Вона також була тренеркою з медіації у Національній школі суддів України та Національній асоціації адвокатів України. Її досвід охоплює підготовку медіаторів в Українській академії медіації.
У 2011 р. отримала право на заняття адвокатською діяльністю. Є сертифікованою медіаторкою (Німецька адвокатська академія - DAA).[джерело?]
У 2017 р. внесена до реєстру експертів з підтримки діалогу/медіації в соціальних конфліктах Координатора проектів ОБСЄ в Україні.[джерело?]
Учасниця роботи над проектами законів щодо медіації. У 2018–2019 роках брала участь у розробці Закону України "Про медіацію" у складі робочої групи Верховної Ради України, а у 2019–2021 роках працювала в робочій групі Міністерства юстиції України. Була членкинею робочої групи з оптимізації Господарського процесуального кодексу України, Цивільного процесуального кодексу України та Кодексу адміністративного судочинства України при Комітеті з питань правової політики Верховної Ради України (2021).
Є національним експертом з медіації у проєкті ЄС «Підтримка реформ у сфері юстиції в Україні» (Pravo-Justice) та експерткою з питань післявоєнної медіації у проєкті USAID Justice for All (J4A). Також співпрацює з Програмою розвитку ООН (ПРООН), займаючись питаннями доступу до медіації. З 2022 року є керівником проєкту “CONSENT: підвищення в Україні ролі альтернативного вирішення спорів з фокусом на медіацію”. Сприяє впровадженню медіації в систему вищої освіти, зокрема, шляхом створення медіаційних служб на базі університетів України.
На круглому столі Верховного Суду "Судова влада та медіація: точки перетину" представила презентацію «Два роки впровадження Закону України “Про медіацію”: досягнення та виклики». У 2024 році брала участь як суддя на Міжнародних студентських змаганнях з медіації та переговорів CDRC у Відні. Займається просвітницькою діяльністю щодо медіації в Україні. 28 березня 2024 року виступила спікеркою на слуханнях у Комітеті ВРУ з питань правової політики на тему: «Шляхи до миру: проблематика та перспективи альтернативного вирішення спорів у сучасних умовах»

## Громадська діяльність
Президентка Української академії медіації. Є співзасновницею та почесною членкинею Національної асоціації медіаторів України. 
Є членкинею:
- Наглядової ради Асоціації сімейних медіаторів України[26]
- Ради Комітету з питань альтернативного врегулювання спорів[27]
- Комітету з медіації Європейської асоціації адвокатів (AEA-EAL)[28].
- Комітету з медіації Асоціації правників України. [29][30] та
- Асоціації сімейних медіаторів України, членом її наглядової ради[26].

Входить до реєстру Міжнародного комерційного арбітражного суду.
Як президентка Української академії медіації сприяє поширенню в Україні цієї процедури, зокрема, шляхом організації для фахівців у галузі права і медіаторів щорічного форуму «Медіація і право».
Є співзасновником, членом правління та головою комітету зі стандартизації ГО «Національна асоціація медіаторів України». Крім цього, вона також є членом комітету з медіації Національної асоціації адвокатів України та комітету з інтелектуальної власності Ради адвокатів Одеської області. Як сертифікований Національною асоціацією адвокатів України лектор бере участь у підвищенні кваліфікації адвокатів України з питань медіації. Є співавтором кількох законопроєктів із медіації та Кодексу етики медіатора.

## Відзнаки
Луіза Романадзе відзначена численними нагородами та почесними відзнаками за свою професійну діяльність. Вона є Заслуженим юристом України . Отримала відзнаку "Видатний юрист України" від Національної асоціації адвокатів України.
Також її нагороджено почесною відзнакою Національного університету «Одеська юридична академія» (2015 р.), почесною відзнакою Одеського міського голови «Подяка» (2017 р.) та нагородою «За гуманізм і миротворчість» від Одеської обласної ради миру.

## Основні праці
1. L Romanadze, ‘Mediation in Post-War Restoration in Ukraine’ 2022 4-2 (17) Special Issue Access to Justice in Eastern Europe 202-217. https://ajee-journal.com/upload/attaches/att_1671006985.pdf
2. Романадзе Л. Д. Врегулювання спору за участю судді та інші процесуальні новели: вплив на розвиток медіації. URL: http://mediation.ua/wp-content/uploads/2017/05/Stattya-pro-Mediatsiyu-v-proektah-protses-kodeksiv-2.pdf
3. Романадзе Л. Д. Захист прав на торговельні марки у міжнародному приватному праві: дис. … канд. юрид. наук : 12.00.03. Одеса, 2008.
4. Право інтелектуальної власності: навчальний посібник / Р. Є. Еннан, О. О. Кулініч, С. В. Мазуренко, Л. Д. Романадзе. К.: Алерта, 2016. 492 с.
5. Крестовська Н. М., Романадзе Л. Д., Микитин Ю. І. Медіація у професійній діяльності юриста. К.: Екологія, 2019.
6. Романадзе Л. Д. Право інтелектуальної власності: Навч. посібник / О. О. Кулініч, Л. Д. Романадзе. Одеса: Фенікс, 2011.
7. Романадзе Л. Д. Європейський досвід застосування деяких способів захисту прав на торговельні марки // Теорія і практика інтелектуальної власності. 2017. Вип. 4.  С. 29-41.